# Glera (cépage)
Ne doit pas être confondu avec Glerá.
Le glera est un cépage blanc italien de raisin de cuve. Il compose de 85 % à 100 % du vin prosecco.

## Histoire
Originellement appelé prosecco, il est renommé glera par le gouvernement italien en 2009 pour éviter la confusion avec le vin prosecco issu du cépage éponyme, et ainsi protéger l’appellation,,.

## Origine géographique
Le vin prosecco est issu de la transformation du cépage glera. Il est classé cépage d'appoint en DOC Colli di Conegliano, Colli Euganei, Prosecco di Conegliano Valdobbiadene et Montello e Colli Asolani.
Il est classé recommandé ou autorisé dans les provinces Bergame, Belluno, Padoue, Trévise, Pordenone, Trieste et Udine des régions Lombardie, Frioul-Vénétie Julienne et Vénétie. En 1998, il couvrait 7 073 ha. Le glera est également cultivé en Argentine.

## Caractères ampélographiques
- Extrémité du jeune rameau cotonneux, blanc à pointes rosée.
- Jeunes feuilles duveteuses, jaunâtre.
- Feuilles adultes, à 5 lobes avec des sinus supérieurs profonds et étroits à fonds aigus, un sinus pétiolaire en lyre plus ou moins fermée, des dents anguleuses, moyennes, un limbe aranéeux.

## Aptitudes culturales
La maturité est de quatrième époque : 40 - 45 jours après le chasselas.
Le croisement manzoni 2.15 est un croisement de glera B x cabernet franc N.

## Potentiel technologique
Les grappes sont grandes et les baies sont de taille moyenne. La grappe est cylindro-conique, peu serrée, avec 1 ou 2 ailerons. Le cépage est de bonne vigueur mais peu fertile. Le glera est sujet à la coulure et au millerandage et il est assez sensible à la sécheresse. Il est généralement conduit en taille longue pour assurer une production abondante.

## Synonymes
Le glera est également connu sous les noms de ghera, grappolo spargolo, prosecco balbi, prosecco bianco, prosecco tondo, prosecco, proseko, sciorina et serprina. En Slovénie, on l'appelle prosekar.